# Peronomyrmex

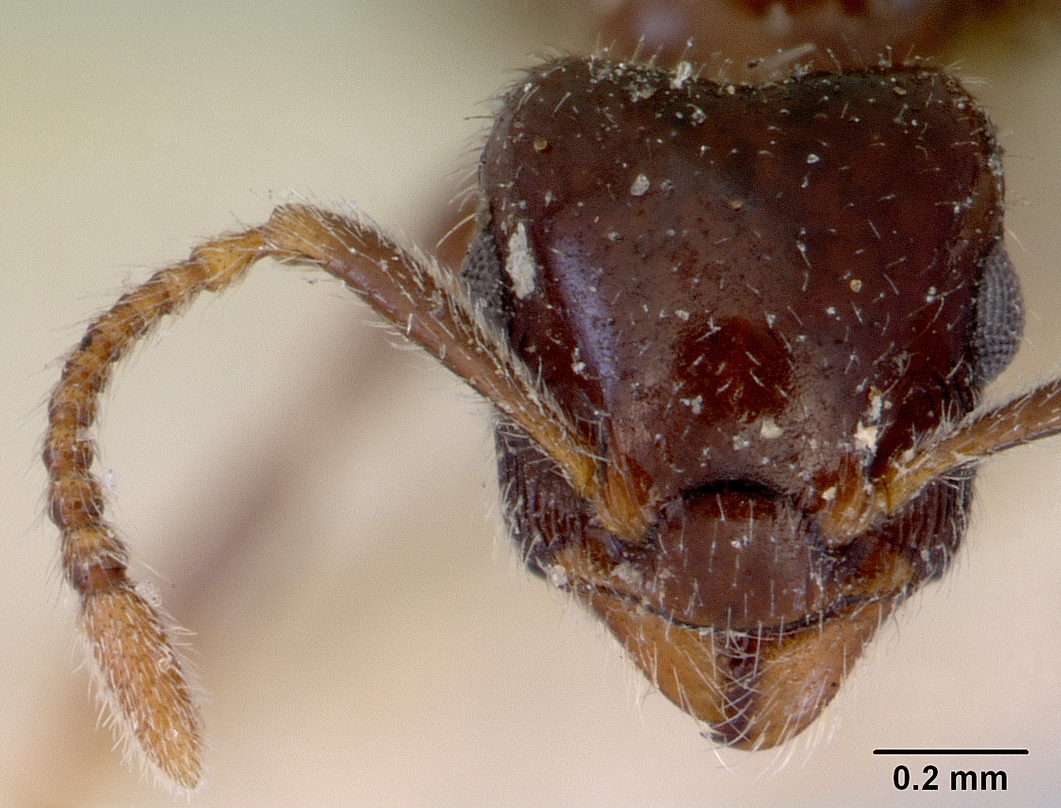
Peronomyrmex greavesi

Peronomyrmex (лат.) — род мелких муравьёв (Formicidae) из подсемейства Myrmicinae.

## Распространение
Австралия.

## Описание
Мелкие муравьи (длина около 3—5 мм) коричневого цвета. Усики 11-члениковые. Стебелёк между грудкой и брюшком состоит из двух члеников: петиолюса и постпетиолюса (последний четко отделен от брюшка), жало развито, куколки голые (без кокона). Петиоль и постпетиоль оба с крупным вертикальным выступом-шипом.

## Систематика
3 вида. Род относится к трибе Crematogastrini (ране в Formicoxenini).
- Peronomyrmex bartoni Shattuck & Hinkley, 2002
- Peronomyrmex greavesi Shattuck, 2006
- Peronomyrmex overbecki Viehmeyer, 1922 typus